# Charaxes apicalis
Charaxes apicalis är en fjärilsart som beskrevs av Johannes Karl Max Röber 1925. Charaxes apicalis ingår i släktet Charaxes och familjen praktfjärilar. Inga underarter finns listade i Catalogue of Life.